# Marta Wieliczko
Marta Wieliczko (n. 1 octombrie 1994, Gdańsk, Polonia) este o canotoare ce a reprezentat Polonia, medaliată olimpică. A participat la o ediție a Jocurilor Olimpice (2020) în care a câștigat o medalie de argint.

## Participări
Lista de mai jos prezintă principalele competiții la care a participat Marta Wieliczko de-a lungul carierei.
- Canotaj la Jocurile Olimpice de vară din 2020 - Patru vâsle feminin[2]